# Marie-Josephte Corriveau
Marie-Josephte Corriveau, född 1733, död 1763, var en fransk mördare. Hon dömdes och avrättades för att ha mördat sin make. Hon blev en ökänd gestalt i den kanadensiska legendfloran och har ofta felaktigt beskrivits som en massmördare. 